# Оперативне командування «Захід»
Оперативне командування «Захід» (ОК «Захід», в/ч А0796) — оперативне об'єднання Сухопутних військ Збройних Сил України у західній частині України на території 8 областей. Штаб розташований в місті Рівне.
Територія відповідальності: Волинська, Закарпатська, Івано-Франківська, Львівська, Рівненська, Тернопільська, Хмельницька та Чернівецька області.

## Історія
Сучасне оперативне командування «Захід» продовжує традиції 13-го армійського корпусу.
У 1998 році на базі Прикарпатського військового округу було створене Західне оперативне командування (в/ч А3347), органи управління якого розташовувалися у Львові. Зоною відповідальності Західного оперативного командування була визначена територія Вінницької, Волинської, Закарпатської, Івано-Франківської, Львівської, Рівненської, Тернопільської, Хмельницької і Чернівецької областей.
Відповідно до Концепції реформування і розвитку Збройних Сил України на період до 2017 року, спільної Директиви Міністерства оборони України та Генерального штабу Збройних Сил України від 2 вересня 2013 року 13 армійський корпус переформовано в Оперативне командування «Північ». Органи управління розташовувалися в Рівному (в/ч А0796), (командир 13 АК став командувачем ОК «Північ»).
З 1 квітня 2015 року на базі колишнього територіального управління «Північ» у Чернігові (в/ч А4583) створено нове Оперативне командування «Північ», а органам управління в Рівному підпорядковано новостворене Оперативне командування «Захід». Управління Західного оперативного командування у Львові було розформоване у серпні 2015 року.

## Структура
До складу ОК «Захід» входять:
- 5-та окрема важка механізована бригада[6]
- 10 окрема гірсько-штурмова бригада «Едельвейс» (м. Коломия, Івано-Франківська область)
  - 8 окремий гірсько-штурмовий батальйон (А3029, м. Чернівці)
  - 108 окремий гірсько-штурмовий батальйон (А3715, м. Чернівці)
  - 109 окремий гірсько-штурмовий батальйон (А3892)
- 14 окрема механізована бригада імені князя Романа Великого (м. Володимир, Волинська область)
- 24 окрема механізована бригада імені короля Данила (А0998, Яворів, Львівська область)
  - 3 окремий мотопіхотний батальйон (В0111, м. Львів)
- 125-та окрема бригада територіальної оборони (A7381, м. Львів)
- 128-ма окрема гірсько-штурмова Закарпатська бригада (А1556, м. Мукачево, Закарпатська область)
  - 15 окремий гірсько-штурмовий батальйон (А1778, м. Ужгород)
  - 534 окремий інженерно-саперний батальйон (А1927, м. Виноградів)
- 44-та окрема артилерійська бригада імені гетьмана Данила Апостола (В1428, м. Тернопіль
- 39 зенітний ракетний полк (м. Володимир, Волинська область)
- 130 окремий розвідувальний батальйон (м. Дубно, Рівненська область)
- 419 окремий батальйон безпілотних систем[7]

Частини забезпечення бойової діяльності:
- 146 командно-розвідувальний центр
- Регіональний центр радіоелектронної розвідки «Захід» (А0508 м. Броди)
- 201 окрема рота радіоелектронної боротьби
- 55 окремий полк зв'язку (А1671 м. Рівне)
- 703 окремий полк оперативного забезпечення (А3817 м. Самбір)
- 146 окремий ремонтно-відновлювальний полк (А2562 м. Золочів)
- 224 окремий автомобільний батальйон (А2375 м. Шепетівка)
- 394 окремий батальйон охорони та обслуговування (м. Рівне)
- 182 окремий батальйон забезпечення
- 233 загальновійськовий полігон
- інші спеціальні частини та частини забезпечення

## Командування

### Командувачі
- 1998—2003: генерал-полковник Чернілевський Сергій Володимирович
- 2003—2004: генерал-полковник Петрук Микола Миколайович
- 2004—2010: генерал-лейтенант Куцин Михайло Миколайович
- 2010: т.в.о. генерал-майор Ганущак Віктор Іванович
- 2010—2012: генерал-лейтенант Думанський Юрій Анатолійович

* 05.2015—03.2017: генерал-лейтенант Довгань Ігор Андрійович
- 03.2017—04.2020: генерал-лейтенант Павлюк Олександр Олексійович[9]
- 04.2020—08.2021: генерал-майор Шаптала Сергій Олександрович[10]
- 08.2021—02.2024:[11] генерал-майор Літвінов Сергій Петрович[12]
- з 15.04.2024: бригадний генерал Шведюк Володимир Петрович[13]

### Начальники штабу
- 2017: генерал-майор Залужний Валерій Федорович
- 2019: полковник Миронюк Володимир Якович
- 2019—2020: т.в.о. полковник Селецький Олександр Миколайович[14][15]
- 2017—2021:[уточнити] генерал-майор Мікац Олег Михайлович[16][уточнити]

## Символіка
Об'єднуючим символом усіх Оперативних командувань Сухопутних військ Збройних Сил України є перехрещені меч та пірнач, що їх зображено у верхніх частинах емблем відповідних Оперативних командувань. Сюжети з перехрещеною зброєю, в тому числі й пірначем і мечем, традиційно використовувалися в козацькій геральдиці XVII—XVIII ст.
Також у сучасній емблемі ОК «Захід» відтворено видозміну історичного герба Волинської землі XVI ст. — срібний лапчастий хрест.

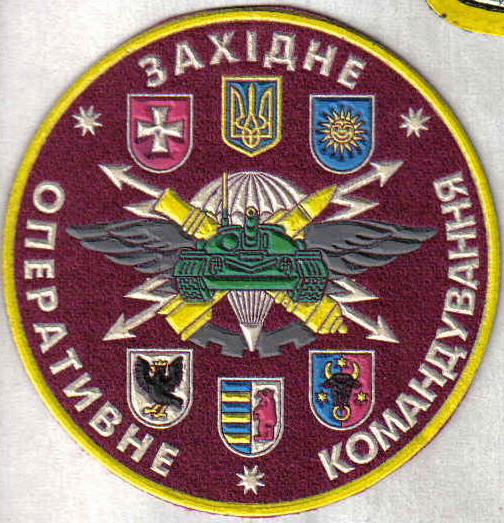
1999
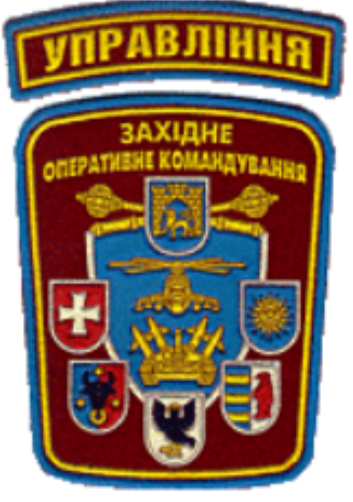
2001—2009
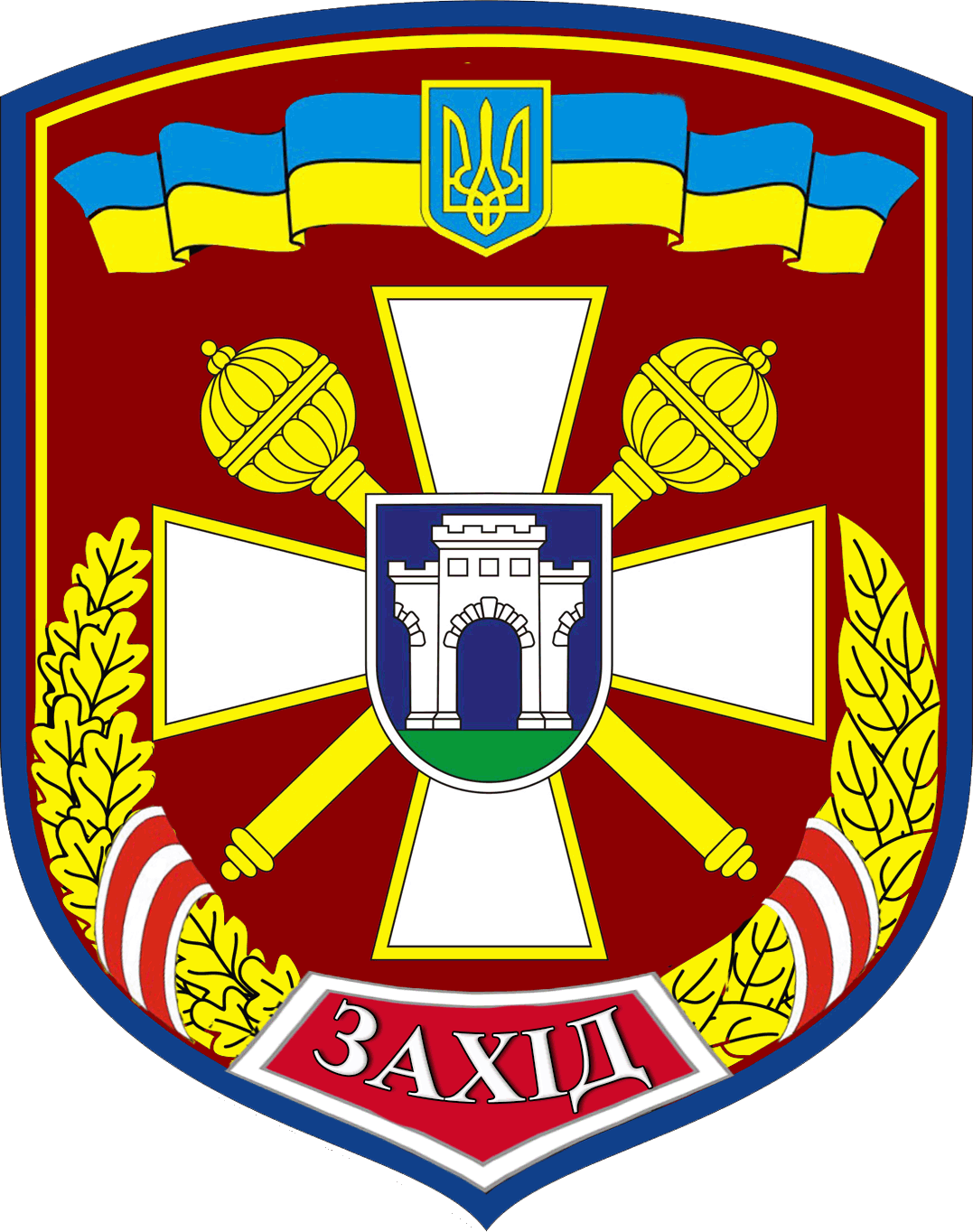
2015—2020
2020—дотепер